# Vòng đấu loại trực tiếp UEFA Champions League 2024–25
Vòng đấu loại trực tiếp UEFA Champions League 2024–25 bắt đầu vào ngày 11 tháng 2 với vòng play-off đấu loại trực tiếp và kết thúc vào ngày 31 tháng 5 năm 2025 với trận chung kết tại Sân vận động Allianz ở Munich, Đức để xác định đội vô địch của UEFA Champions League 2024–25. Tổng cộng có 24 đội thi đấu ở vòng đấu loại trực tiếp, trong đó 16 đội tham dự ở vòng play-off và 8 đội nhận suất đặc cách vào vòng 16 đội.
Thời gian là CET/CEST, do UEFA liệt kê (giờ địa phương, nếu khác nhau thì nằm trong ngoặc đơn).

## Các đội lọt vào
Vòng đấu loại trực tiếp bao gồm 24 đội đứng đầu lọt vào từ vòng đấu hạng. 8 đội đứng đầu nhận suất đặc cách vào vòng 16 đội, trong khi các đội kết thúc ở vị trí từ 9 đến 24 bước vào vòng play-off đấu loại trực tiếp.
| VT | Đội              |
| -- | ---------------- |
| 1  | Liverpool        |
| 2  | Barcelona        |
| 3  | Arsenal          |
| 4  | Inter Milan      |
| 5  | Atlético Madrid  |
| 6  | Bayer Leverkusen |
| 7  | Lille            |
| 8  | Aston Villa      |

| VT | Đội                 |
| -- | ------------------- |
| 9  | Atalanta            |
| 10 | Borussia Dortmund   |
| 11 | Real Madrid         |
| 12 | Bayern Munich       |
| 13 | Milan               |
| 14 | PSV Eindhoven       |
| 15 | Paris Saint-Germain |
| 16 | Benfica             |

| VT | Đội             |
| -- | --------------- |
| 17 | Monaco          |
| 18 | Brest           |
| 19 | Feyenoord       |
| 20 | Juventus        |
| 21 | Celtic          |
| 22 | Manchester City |
| 23 | Sporting CP     |
| 24 | Club Brugge     |

## Thể thức
Mỗi cặp đấu ở vòng đấu loại trực tiếp ngoại trừ trận chung kết được diễn ra qua hai lượt trận, trong đó mỗi đội thi đấu một lượt tại sân nhà. Đội nào ghi được tổng số bàn thắng nhiều hơn qua hai lượt trận đi tiếp vào vòng tiếp theo. Nếu tổng tỷ số bằng nhau thì 30 phút của hiệp phụ được diễn ra (luật bàn thắng sân khách không được áp dụng). Nếu tỷ số vẫn bằng nhau tại thời điểm cuối hiệp phụ, đội thắng được quyết định bằng loạt sút luân lưu. Ở trận chung kết, nơi diễn ra một trận duy nhất, nếu tỷ số hòa sau thời gian thi đấu chính thức, hiệp phụ được diễn ra, sau đó là loạt sút luân lưu nếu tỷ số vẫn bằng nhau.

### Quy trình bốc thăm
Ở vòng đấu loại trực tiếp, không có sự miễn trừ cùng quốc gia, các đội từ cùng một hiệp hội có thể đối đầu với nhau ở bất kỳ vòng đấu nào. Các đội cũng có thể đối mặt với những đối thủ mà họ đã đấu trong vòng đấu hạng.
Cơ chế bốc thăm của mỗi vòng như sau:
- Ở lễ bốc thăm cho vòng play-off đấu loại trực tiếp, 8 đội kết thúc vòng đấu hạng ở vị trí 9–16 được xếp vào nhóm hạt giống và 8 đội kết thúc vòng đấu hạng ở vị trí 17–24 được xếp vào nhóm không hạt giống. Lễ bốc thăm được chia thành bốn phần dựa trên nhánh đấu được xác định trước, trong đó các đội hạt giống ở mỗi phần được bốc thăm để đối đầu một trong hai đối thủ không hạt giống. Các đội hạt giống tổ chức trận lượt về.
- Ở lễ bốc thăm cho vòng 16 đội, 8 đội kết thúc vòng đấu hạng ở vị trí 1–8 được xếp vào nhóm hạt giống và 8 đội thắng của vòng play-off đấu loại trực tiếp được xếp vào nhóm không hạt giống. Một lần nữa, lễ bốc thăm được chia thành bốn phần dựa trên nhánh đấu được xác định trước, trong đó các đội hạt giống ở mỗi phần được bốc thăm để đối đầu một trong hai đối thủ không hạt giống. Các đội hạt giống tổ chức trận lượt về.
- Ở vòng tứ kết và bán kết, các cặp đấu chính xác được xác định trước dựa trên nhánh đấu. Một lượt bốc thăm được tiến hành chỉ để xác định đội nào thi đấu trận lượt đi tại sân nhà. Một lượt bốc thăm cũng được tổ chức để xác định đội thắng trận bán kết nào được chỉ định là đội "chủ nhà" cho trận chung kết (vì mục đích hành chính do trận đấu được diễn ra tại một địa điểm trung lập).

Ở vòng đấu loại trực tiếp, các đội từ cùng thành phố hoặc thành phố lân cận không được xếp lịch để thi đấu tại sân nhà trong cùng một ngày hoặc trong những ngày liên tiếp do vấn đề hậu cần và kiểm soát đám đông.(Điều 24.02) Để tránh xung đột lịch thi đấu như vậy, một số điều chỉnh đã được thực hiện: Đối với vòng play-off đấu loại trực tiếp và vòng 16 đội, nếu hai đội được bốc thăm để thi đấu tại sân nhà trong cùng lượt trận, trận đấu sân nhà của đội có thứ hạng vòng đấu hạng thấp hơn được chuyển từ Thứ Ba hoặc Thứ Tư từ thời gian được lên lịch thông thường sang một khoảng thời gian sớm hơn, sang một ngày khác và/hoặc tại một địa điểm thay thế mà không đụng độ với bất kỳ giải đấu nào khác. Đối với vòng tứ kết và bán kết, thứ tự các lượt đấu của các cặp đấu bao gồm các đội với mức ưu tiên thấp nhất bị đảo ngược so với kết quả bốc thăm ban đầu.

### Các cặp đấu được xác định trước
Cấu trúc nhánh đấu cho vòng đấu loại trực tiếp được cố định trước một phần bằng cách xếp hạt giống với kiểu đối xứng ở cả hai bên. Vị trí của các đội ở nhánh đấu được xác định bởi thứ hạng chung cuộc ở vòng đấu hạng, đảm bảo rằng các đội có thứ hạng cao hơn gặp đối thủ có thứ hạng thấp hơn ở các vòng đấu trước. Do đó, một số đội nhất định, chẳng hạn như hai đội đứng đầu từ vòng đấu hạng, không thể gặp nhau cho đến trận chung kết.
Cấu trúc của mỗi bên nhánh đấu có thể được tóm tắt như sau, trong đó các cặp đấu chính xác của vòng play-off và vòng 16 đội được xác định bằng bốc thăm:
- Vòng play-off đấu loại trực tiếp
  - Cặp I: 9/10 vs 23/24
  - Cặp II: 11/12 vs 21/22
  - Cặp III: 13/14 vs 19/20
  - Cặp IV: 15/16 vs 17/18
- Vòng 16 đội
  - Cặp A: 1/2 vs Đội thắng IV
  - Cặp B: 3/4 vs Đội thắng III
  - Cặp C: 5/6 vs Đội thắng II
  - Cặp D: 7/8 vs Đội thắng I
- Tứ kết
  - Cặp 1: Đội thắng A vs Đội thắng D
  - Cặp 2: Đội thắng B vs Đội thắng C
- Bán kết: Đội thắng 1 vs Đội thắng 2

## Lịch thi đấu
Lịch thi đấu như sau (tất cả lễ bốc thăm được tổ chức tại trụ sở UEFA ở Nyon, Thụy Sĩ).
| Vòng                             | Ngày bốc thăm                  | Lượt đi                                              | Lượt về                                              |
| -------------------------------- | ------------------------------ | ---------------------------------------------------- | ---------------------------------------------------- |
| Vòng play-off đấu loại trực tiếp | 31 tháng 1 năm 2025, 12:00 CET | 11–12 tháng 2 năm 2025                               | 18–19 tháng 2 năm 2025                               |
| Vòng 16 đội                      | 21 tháng 2 năm 2025, 12:00 CET | 4–5 tháng 3 năm 2025                                 | 11–12 tháng 3 năm 2025                               |
| Tứ kết                           | 21 tháng 2 năm 2025, 12:00 CET | 8–9 tháng 4 năm 2025                                 | 15–16 tháng 4 năm 2025                               |
| Bán kết                          | 21 tháng 2 năm 2025, 12:00 CET | 29–30 tháng 4 năm 2025                               | 6–7 tháng 5 năm 2025                                 |
| Chung kết                        | 21 tháng 2 năm 2025, 12:00 CET | 31 tháng 5 năm 2025 tại Sân vận động Allianz, Munich | 31 tháng 5 năm 2025 tại Sân vận động Allianz, Munich |

## Nhánh đấu
|  |                                  |                                  |                                  |                                  |                                  |                     |   |             |                         |             |                      |             |           |                     |                     |        |        |        |        |  |  |         |         |         |         |         |  |  |           |           |           |
|  | Vòng play-off đấu loại trực tiếp | Vòng play-off đấu loại trực tiếp | Vòng play-off đấu loại trực tiếp | Vòng play-off đấu loại trực tiếp | Vòng play-off đấu loại trực tiếp |                     |   | Vòng 16 đội | Vòng 16 đội             | Vòng 16 đội | Vòng 16 đội          | Vòng 16 đội |           |                     | Tứ kết              | Tứ kết | Tứ kết | Tứ kết | Tứ kết |  |  | Bán kết | Bán kết | Bán kết | Bán kết | Bán kết |  |  | Chung kết | Chung kết | Chung kết |
|  | Vòng play-off đấu loại trực tiếp | Vòng play-off đấu loại trực tiếp | Vòng play-off đấu loại trực tiếp | Vòng play-off đấu loại trực tiếp | Vòng play-off đấu loại trực tiếp |                     |   | Vòng 16 đội | Vòng 16 đội             | Vòng 16 đội | Vòng 16 đội          | Vòng 16 đội |           |                     | Tứ kết              | Tứ kết | Tứ kết | Tứ kết | Tứ kết |  |  | Bán kết | Bán kết | Bán kết | Bán kết | Bán kết |  |  | Chung kết | Chung kết | Chung kết |
|  |                                  |                                  |                                  |                                  |                                  |                     |   |             |                         |             |                      |             |           |                     |                     |        |        |        |        |  |  |         |         |         |         |         |  |  |           |           |           |
|  |                                  |                                  |                                  |                                  |                                  |                     |   |             |                         |             |                      |             |           |                     |                     |        |        |        |        |  |  |         |         |         |         |         |  |  |           |           |           |
|  | 20                               | Juventus                         | 2                                | 1                                | 3                                |                     |   |             |                         |             |                      |             |           |                     |                     |        |        |        |        |  |  |         |         |         |         |         |  |  |           |           |           |
|  | 20                               | Juventus                         | 2                                | 1                                | 3                                |                     |   |             |                         |             |                      |             |           |                     |                     |        |        |        |        |  |  |         |         |         |         |         |  |  |           |           |           |
|  | 14                               | PSV Eindhoven (s.h.p.)           | 1                                | 3                                | 4                                |                     |   | 14          | PSV Eindhoven           | 1           | 2                    | 3           |           |                     |                     |        |        |        |        |  |  |         |         |         |         |         |  |  |           |           |           |
|  | 14                               | PSV Eindhoven (s.h.p.)           | 1                                | 3                                | 4                                |                     |   | 14          | PSV Eindhoven           | 1           | 2                    | 3           |           |                     |                     |        |        |        |        |  |  |         |         |         |         |         |  |  |           |           |           |
|  |                                  |                                  |                                  |                                  |                                  |                     |   | 3           | Arsenal                 | 7           | 2                    | 9           |           |                     |                     |        |        |        |        |  |  |         |         |         |         |         |  |  |           |           |           |
|  |                                  |                                  |                                  |                                  | 3                                | Arsenal             | 3 | 3           | Arsenal                 | 7           | 2                    | 9           | 2         | 5                   |                     |        |        |        |        |  |  |         |         |         |         |         |  |  |           |           |           |
|  | 22                               | Manchester City                  | 2                                | 1                                | 3                                | Arsenal             | 3 | 3           |                         |             |                      |             |           |                     |                     |        |        |        |        |  |  |         |         |         |         |         |  |  |           |           |           |
|  | 22                               | Manchester City                  | 2                                | 1                                |                                  |                     |   | 3           |                         | 11          | Real Madrid          | 0           | 1         | 1                   |                     |        |        |        |        |  |  |         |         |         |         |         |  |  |           |           |           |
|  | 11                               | Real Madrid                      | 3                                | 3                                | 6                                |                     |   | 11          | Real Madrid (p)         | 11          | Real Madrid          | 0           | 1         | 1                   | 2                   | 0      | 2 (4)  |        |        |  |  |         |         |         |         |         |  |  |           |           |           |
|  | 11                               | Real Madrid                      | 3                                | 3                                | 6                                |                     |   | 11          | Real Madrid (p)         |             |                      |             |           |                     |                     |        | 2 (4)  |        |        |  |  |         |         |         |         |         |  |  |           |           |           |
|  |                                  |                                  |                                  |                                  |                                  |                     |   | 5           | Atlético Madrid         | 1           | 1                    | 2 (2)       |           |                     |                     |        |        |        |        |  |  |         |         |         |         |         |  |  |           |           |           |
|  |                                  |                                  |                                  |                                  |                                  |                     | 3 | 5           | Atlético Madrid         | 1           | 1                    | 2 (2)       | Arsenal   | 0                   | 1                   | 1      |        |        |        |  |  |         |         |         |         |         |  |  |           |           |           |
|  | 18                               | Brest                            | 0                                | 0                                | 0                                |                     | 3 |             |                         |             |                      |             |           |                     |                     |        |        |        |        |  |  |         |         |         |         |         |  |  |           |           |           |
|  | 18                               | Brest                            | 0                                | 0                                | 0                                |                     |   |             |                         | 15          | Paris Saint-Germain  | 1           | 2         | 3                   |                     |        |        |        |        |  |  |         |         |         |         |         |  |  |           |           |           |
|  | 15                               | Paris Saint-Germain              | 3                                | 7                                | 10                               |                     |   | 15          | Paris Saint-Germain (p) | 15          | Paris Saint-Germain  | 1           | 2         | 3                   | 0                   | 1      | 1 (4)  |        |        |  |  |         |         |         |         |         |  |  |           |           |           |
|  | 15                               | Paris Saint-Germain              | 3                                | 7                                | 10                               |                     |   | 15          | Paris Saint-Germain (p) |             |                      |             |           |                     |                     |        | 1 (4)  |        |        |  |  |         |         |         |         |         |  |  |           |           |           |
|  |                                  |                                  |                                  |                                  |                                  |                     |   | 1           | Liverpool               | 1           | 0                    | 1 (1)       |           |                     |                     |        |        |        |        |  |  |         |         |         |         |         |  |  |           |           |           |
|  |                                  |                                  |                                  |                                  | 15                               | Paris Saint-Germain | 3 | 1           | Liverpool               | 1           | 0                    | 1 (1)       | 2         | 5                   |                     |        |        |        |        |  |  |         |         |         |         |         |  |  |           |           |           |
|  | 24                               | Club Brugge                      | 2                                | 3                                | 15                               | Paris Saint-Germain | 3 | 5           |                         |             |                      |             |           |                     |                     |        |        |        |        |  |  |         |         |         |         |         |  |  |           |           |           |
|  | 24                               | Club Brugge                      | 2                                | 3                                |                                  |                     |   | 5           |                         | 8           | Aston Villa          | 1           | 3         | 4                   |                     |        |        |        |        |  |  |         |         |         |         |         |  |  |           |           |           |
|  | 9                                | Atalanta                         | 1                                | 1                                | 2                                |                     |   | 24          | Club Brugge             | 8           | Aston Villa          | 1           | 3         | 4                   | 1                   | 0      | 1      |        |        |  |  |         |         |         |         |         |  |  |           |           |           |
|  | 9                                | Atalanta                         | 1                                | 1                                | 2                                |                     |   | 24          | Club Brugge             |             |                      |             |           | 31 tháng 5 – Munich | 1                   | 0      | 1      |        |        |  |  |         |         |         |         |         |  |  |           |           |           |
|  |                                  |                                  |                                  |                                  |                                  |                     |   | 8           | Aston Villa             | 3           | 3                    | 6           |           |                     |                     |        |        |        |        |  |  |         |         |         |         |         |  |  |           |           |           |
|  |                                  |                                  |                                  |                                  |                                  |                     |   | 8           | Aston Villa             | 3           | 3                    | 6           |           | 15                  | Paris Saint-Germain | 5      |        |        |        |  |  |         |         |         |         |         |  |  |           |           |           |
|  | 17                               | Monaco                           | 0                                | 3                                | 3                                |                     |   |             |                         |             |                      |             |           |                     |                     |        |        |        |        |  |  |         |         |         |         |         |  |  |           |           |           |
|  | 17                               | Monaco                           | 0                                | 3                                | 3                                |                     |   |             |                         | 4           | Inter Milan          | 0           |           |                     |                     |        |        |        |        |  |  |         |         |         |         |         |  |  |           |           |           |
|  | 16                               | Benfica                          | 1                                | 3                                | 4                                |                     |   | 16          | Benfica                 | 4           | Inter Milan          | 0           | 0         | 1                   | 1                   |        |        |        |        |  |  |         |         |         |         |         |  |  |           |           |           |
|  | 16                               | Benfica                          | 1                                | 3                                | 4                                |                     |   | 16          | Benfica                 |             |                      |             |           |                     |                     |        |        |        |        |  |  |         |         |         |         |         |  |  |           |           |           |
|  |                                  |                                  |                                  |                                  |                                  |                     |   | 2           | Barcelona               | 1           | 3                    | 4           |           |                     |                     |        |        |        |        |  |  |         |         |         |         |         |  |  |           |           |           |
|  |                                  |                                  |                                  |                                  | 2                                | Barcelona           | 4 | 2           | Barcelona               | 1           | 3                    | 4           | 1         | 5                   |                     |        |        |        |        |  |  |         |         |         |         |         |  |  |           |           |           |
|  | 23                               | Sporting CP                      | 0                                | 0                                | 2                                | Barcelona           | 4 | 0           |                         |             |                      |             |           |                     |                     |        |        |        |        |  |  |         |         |         |         |         |  |  |           |           |           |
|  | 23                               | Sporting CP                      | 0                                | 0                                |                                  |                     |   | 0           |                         | 10          | Borussia Dortmund    | 0           | 3         | 3                   |                     |        |        |        |        |  |  |         |         |         |         |         |  |  |           |           |           |
|  | 10                               | Borussia Dortmund                | 3                                | 0                                | 3                                |                     |   | 10          | Borussia Dortmund       | 10          | Borussia Dortmund    | 0           | 3         | 3                   | 1                   | 2      | 3      |        |        |  |  |         |         |         |         |         |  |  |           |           |           |
|  | 10                               | Borussia Dortmund                | 3                                | 0                                | 3                                |                     |   | 10          | Borussia Dortmund       |             |                      |             |           |                     |                     |        | 3      |        |        |  |  |         |         |         |         |         |  |  |           |           |           |
|  |                                  |                                  |                                  |                                  |                                  |                     |   | 7           | Lille                   | 1           | 1                    | 2           |           |                     |                     |        |        |        |        |  |  |         |         |         |         |         |  |  |           |           |           |
|  |                                  |                                  |                                  |                                  |                                  |                     | 2 | 7           | Lille                   | 1           | 1                    | 2           | Barcelona | 3                   | 3                   | 6      |        |        |        |  |  |         |         |         |         |         |  |  |           |           |           |
|  | 21                               | Celtic                           | 1                                | 1                                | 2                                |                     | 2 |             |                         |             |                      |             |           |                     |                     |        |        |        |        |  |  |         |         |         |         |         |  |  |           |           |           |
|  | 21                               | Celtic                           | 1                                | 1                                | 2                                |                     |   |             |                         | 4           | Inter Milan (s.h.p.) | 3           | 4         | 7                   |                     |        |        |        |        |  |  |         |         |         |         |         |  |  |           |           |           |
|  | 12                               | Bayern Munich                    | 2                                | 1                                | 3                                |                     |   | 12          | Bayern Munich           | 4           | Inter Milan (s.h.p.) | 3           | 4         | 7                   | 3                   | 2      | 5      |        |        |  |  |         |         |         |         |         |  |  |           |           |           |
|  | 12                               | Bayern Munich                    | 2                                | 1                                | 3                                |                     |   | 12          | Bayern Munich           |             |                      |             |           |                     |                     |        | 5      |        |        |  |  |         |         |         |         |         |  |  |           |           |           |
|  |                                  |                                  |                                  |                                  |                                  |                     |   | 6           | Bayer Leverkusen        | 0           | 0                    | 0           |           |                     |                     |        |        |        |        |  |  |         |         |         |         |         |  |  |           |           |           |
|  |                                  |                                  |                                  |                                  | 12                               | Bayern Munich       | 1 | 6           | Bayer Leverkusen        | 0           | 0                    | 0           | 2         | 3                   |                     |        |        |        |        |  |  |         |         |         |         |         |  |  |           |           |           |
|  | 19                               | Feyenoord                        | 1                                | 1                                | 12                               | Bayern Munich       | 1 | 2           |                         |             |                      |             |           |                     |                     |        |        |        |        |  |  |         |         |         |         |         |  |  |           |           |           |
|  | 19                               | Feyenoord                        | 1                                | 1                                |                                  |                     |   | 2           |                         | 4           | Inter Milan          | 2           | 2         | 4                   |                     |        |        |        |        |  |  |         |         |         |         |         |  |  |           |           |           |
|  | 13                               | Milan                            | 0                                | 1                                | 1                                |                     |   | 19          | Feyenoord               | 4           | Inter Milan          | 2           | 2         | 4                   | 0                   | 1      | 1      |        |        |  |  |         |         |         |         |         |  |  |           |           |           |
|  | 13                               | Milan                            | 0                                | 1                                | 1                                |                     |   | 19          | Feyenoord               |             |                      |             |           |                     |                     |        | 1      |        |        |  |  |         |         |         |         |         |  |  |           |           |           |
|  |                                  |                                  |                                  |                                  |                                  |                     |   | 4           | Inter Milan             | 2           | 2                    | 4           |           |                     |                     |        |        |        |        |  |  |         |         |         |         |         |  |  |           |           |           |
|  |                                  |                                  |                                  |                                  |                                  |                     |   | 4           | Inter Milan             | 2           | 2                    | 4           |           |                     |                     |        |        |        |        |  |  |         |         |         |         |         |  |  |           |           |           |

## Vòng play-off đấu loại trực tiếp
Lễ bốc thăm cho vòng play-off đấu loại trực tiếp được tổ chức vào ngày 31 tháng 1 năm 2025, lúc 12:00 CET.

### Xếp hạt giống
Lễ bốc thăm được chia thành bốn nhóm hạt giống và bốn nhóm không hạt giống, dựa trên các cặp đấu được xác định trước cho vòng đấu loại trực tiếp. Các đội được phân bổ dựa trên vị trí chung cuộc của họ ở vòng đấu hạng. Các đội ở vị trí từ 9 đến 16 được xếp vào nhóm hạt giống (thi đấu trận lượt về tại sân nhà), trong khi các đội ở vị trí từ 17 đến 24 được xếp vào nhóm không hạt giống. Lễ bốc thăm bắt đầu với các đội không hạt giống, phân bổ tất cả đội đó vào một cặp đấu. Sau khi hoàn tất, tất cả đội hạt giống được bốc thăm vào một cặp đấu với tư cách là đối thủ của các đội không hạt giống.
| 9/10 vs 23/24                  | 9/10 vs 23/24               | 11/12 vs 21/22                | 11/12 vs 21/22             |
| Hạt giống                      | Không hạt giống             | Hạt giống                     | Không hạt giống            |
| ------------------------------ | --------------------------- | ----------------------------- | -------------------------- |
| - Atalanta - Borussia Dortmund | - Sporting CP - Club Brugge | - Real Madrid - Bayern Munich | - Celtic - Manchester City |

| 13/14 vs 19/20          | 13/14 vs 19/20         | 15/16 vs 17/18                  | 15/16 vs 17/18   |
| Hạt giống               | Không hạt giống        | Hạt giống                       | Không hạt giống  |
| ----------------------- | ---------------------- | ------------------------------- | ---------------- |
| - Milan - PSV Eindhoven | - Feyenoord - Juventus | - Paris Saint-Germain - Benfica | - Monaco - Brest |

### Tóm tắt
Các trận lượt đi được diễn ra vào ngày 11 và 12 tháng 2, các trận lượt về được diễn ra vào ngày 18 và 19 tháng 2 năm 2025.
| Đội 1           | TTSTooltip Aggregate score | Đội 2               | Lượt đi | Lượt về      |
| --------------- | -------------------------- | ------------------- | ------- | ------------ |
| Brest           | 0–10                       | Paris Saint-Germain | 0–3     | 0–7          |
| Club Brugge     | 5–2                        | Atalanta            | 2–1     | 3–1          |
| Manchester City | 3–6                        | Real Madrid         | 2–3     | 1–3          |
| Juventus        | 3–4                        | PSV Eindhoven       | 2–1     | 1–3 (s.h.p.) |
| Monaco          | 3–4                        | Benfica             | 0–1     | 3–3          |
| Sporting CP     | 0–3                        | Borussia Dortmund   | 0–3     | 0–0          |
| Celtic          | 2–3                        | Bayern Munich       | 1–2     | 1–1          |
| Feyenoord       | 2–1                        | Milan               | 1–0     | 1–1          |

### Các trận đấu
| Brest | 0–3      | Paris Saint-Germain                      |
| ----- | -------- | ---------------------------------------- |
|       | Chi tiết | - Vitinha 21' (ph.đ.) - Dembélé 45', 66' |

| Paris Saint-Germain                                                                              | 7–0      | Brest |
| ------------------------------------------------------------------------------------------------ | -------- | ----- |
| - Barcola 20' - Kvaratskhelia 39' - Vitinha 59' - Doué 64' - Mendes 69' - Ramos 76' - Mayulu 86' | Chi tiết |       |

Paris Saint-Germain thắng với tổng tỷ số 10–0.
| Club Brugge                          | 2–1      | Atalanta      |
| ------------------------------------ | -------- | ------------- |
| - Jutglà 15' - Nilsson 90+4' (ph.đ.) | Chi tiết | - Pašalić 41' |

| Atalanta      | 1–3      | Club Brugge                    |
| ------------- | -------- | ------------------------------ |
| - Lookman 46' | Chi tiết | - Talbi 3', 27' - Jutglà 45+3' |

Club Brugge thắng với tổng tỷ số 5–2.
| Manchester City            | 2–3      | Real Madrid                                |
| -------------------------- | -------- | ------------------------------------------ |
| - Haaland 19', 80' (ph.đ.) | Chi tiết | - Mbappé 60' - Díaz 86' - Bellingham 90+2' |

| Real Madrid           | 3–1      | Manchester City  |
| --------------------- | -------- | ---------------- |
| - Mbappé 4', 33', 61' | Chi tiết | - González 90+2' |

Real Madrid thắng với tổng tỷ số 6–3.
| Juventus                      | 2–1      | PSV Eindhoven |
| ----------------------------- | -------- | ------------- |
| - McKennie 34' - Mbangula 82' | Chi tiết | - Perišić 56' |

| PSV Eindhoven                              | 3–1 (s.h.p.) | Juventus   |
| ------------------------------------------ | ------------ | ---------- |
| - Perišić 53' - Saibari 74' - Flamingo 98' | Chi tiết     | - Weah 63' |

PSV Eindhoven thắng với tổng tỷ số 4–3.
| Monaco | 0–1      | Benfica        |
| ------ | -------- | -------------- |
|        | Chi tiết | - Pavlidis 48' |

| Benfica                                             | 3–3      | Monaco                                           |
| --------------------------------------------------- | -------- | ------------------------------------------------ |
| - Aktürkoğlu 22' - Pavlidis 76' (ph.đ.) - Kökçü 84' | Chi tiết | - Minamino 32' - Ben Seghir 51' - Ilenikhena 81' |

Benfica thắng với tổng tỷ số 4–3.
| Sporting CP | 0–3      | Borussia Dortmund                       |
| ----------- | -------- | --------------------------------------- |
|             | Chi tiết | - Guirassy 60' - Groß 68' - Adeyemi 82' |

| Borussia Dortmund | 0–0      | Sporting CP |
| ----------------- | -------- | ----------- |
|                   | Chi tiết |             |

Borussia Dortmund thắng với tổng tỷ số 3–0.
| Celtic      | 1–2      | Bayern Munich          |
| ----------- | -------- | ---------------------- |
| - Maeda 79' | Chi tiết | - Olise 45' - Kane 49' |

| Bayern Munich  | 1–1      | Celtic     |
| -------------- | -------- | ---------- |
| - Davies 90+4' | Chi tiết | - Kühn 63' |

Bayern Munich thắng với tổng tỷ số 3–2.
| Feyenoord   | 1–0      | Milan |
| ----------- | -------- | ----- |
| - Paixão 3' | Chi tiết |       |

| Milan        | 1–1      | Feyenoord      |
| ------------ | -------- | -------------- |
| - Giménez 1' | Chi tiết | - Carranza 73' |

Feyenoord thắng với tổng tỷ số 2–1.

## Vòng 16 đội
Lễ bốc thăm cho vòng 16 đội được tổ chức vào ngày 21 tháng 2 năm 2025, lúc 12:00 CET.

### Xếp hạt giống
Do nhánh đấu được ấn định, lễ bốc thăm chỉ có bốn nhóm hạt giống, dựa trên các cặp đấu được xác định trước cho vòng đấu loại trực tiếp, trong đó tám đội đứng đầu được phân bổ dựa trên vị trí chung cuộc của họ ở vòng đấu hạng. Các đội ở vị trí từ 1 đến 8 được xếp vào nhóm hạt giống (thi đấu trận lượt về tại sân nhà), trong khi các vị trí nhánh đấu của các đội thắng vòng play-off đấu loại trực tiếp (nhóm không hạt giống) được xác định trước. Tám đội đứng đầu được bốc thăm vào nhánh đấu đối đầu một trong hai đối thủ của họ.
| 1/2 vs 15/16/17/18      | 1/2 vs 15/16/17/18              | 3/4 vs 13/14/19/20      | 3/4 vs 13/14/19/20          |
| Hạt giống               | Xác định trước                  | Hạt giống               | Xác định trước              |
| ----------------------- | ------------------------------- | ----------------------- | --------------------------- |
| - Liverpool - Barcelona | - Paris Saint-Germain - Benfica | - Arsenal - Inter Milan | - PSV Eindhoven - Feyenoord |

| 5/6 vs 11/12/21/22                   | 5/6 vs 11/12/21/22            | 7/8 vs 9/10/23/24     | 7/8 vs 9/10/23/24                 |
| Hạt giống                            | Xác định trước                | Hạt giống             | Xác định trước                    |
| ------------------------------------ | ----------------------------- | --------------------- | --------------------------------- |
| - Atlético Madrid - Bayer Leverkusen | - Real Madrid - Bayern Munich | - Lille - Aston Villa | - Club Brugge - Borussia Dortmund |

### Tóm tắt
Các trận lượt đi được diễn ra vào ngày 4 và 5 tháng 3, các trận lượt về được diễn ra vào ngày 11 và 12 tháng 3 năm 2025.
| Đội 1               | TTSTooltip Aggregate score | Đội 2            | Lượt đi | Lượt về      |
| ------------------- | -------------------------- | ---------------- | ------- | ------------ |
| Paris Saint-Germain | 1–1 (4–1 p)                | Liverpool        | 0–1     | 1–0 (s.h.p.) |
| Club Brugge         | 1–6                        | Aston Villa      | 1–3     | 0–3          |
| Real Madrid         | 2–2 (4–2 p)                | Atlético Madrid  | 2–1     | 0–1 (s.h.p.) |
| PSV Eindhoven       | 3–9                        | Arsenal          | 1–7     | 2–2          |
| Benfica             | 1–4                        | Barcelona        | 0–1     | 1–3          |
| Borussia Dortmund   | 3–2                        | Lille            | 1–1     | 2–1          |
| Bayern Munich       | 5–0                        | Bayer Leverkusen | 3–0     | 2–0          |
| Feyenoord           | 1–4                        | Inter Milan      | 0–2     | 1–2          |

### Các trận đấu
| Paris Saint-Germain | 0–1      | Liverpool     |
| ------------------- | -------- | ------------- |
|                     | Chi tiết | - Elliott 87' |

| Liverpool               | 0–1 (s.h.p.) | Paris Saint-Germain                |
| ----------------------- | ------------ | ---------------------------------- |
|                         | Chi tiết     | - Dembélé 12'                      |
| Loạt sút luân lưu       |              |                                    |
| - Salah - Núñez - Jones | 1–4          | - Vitinha - Ramos - Dembélé - Doué |

Tổng tỷ số 1–1; Paris Saint-Germain thắng 4–1 trên loạt sút luân lưu.
| Club Brugge     | 1–3      | Aston Villa                                            |
| --------------- | -------- | ------------------------------------------------------ |
| - De Cuyper 12' | Chi tiết | - Bailey 3' - Mechele 82' (l.n.) - Asensio 88' (ph.đ.) |

| Aston Villa                      | 3–0      | Club Brugge |
| -------------------------------- | -------- | ----------- |
| - Asensio 50', 61' - Maatsen 57' | Chi tiết |             |

Aston Villa thắng với tổng tỷ số 6–1.
| Real Madrid               | 2–1      | Atlético Madrid |
| ------------------------- | -------- | --------------- |
| - Rodrygo 4' - Brahim 55' | Chi tiết | - Alvarez 32'   |

| Atlético Madrid                         | 1–0 (s.h.p.) | Real Madrid                                          |
| --------------------------------------- | ------------ | ---------------------------------------------------- |
| - Gallagher 1'                          | Chi tiết     |                                                      |
| Loạt sút luân lưu                       |              |                                                      |
| - Sørloth - Alvarez - Correa - Llorente | 2–4          | - Mbappé - Bellingham - Valverde - Vázquez - Rüdiger |

Tổng tỷ số 2–2; Real Madrid thắng 4–2 trên loạt sút luân lưu.
| PSV Eindhoven      | 1–7      | Arsenal                                                                                    |
| ------------------ | -------- | ------------------------------------------------------------------------------------------ |
| - Lang 43' (ph.đ.) | Chi tiết | - Timber 18' - Nwaneri 21' - Merino 31' - Ødegaard 47', 73' - Trossard 48' - Calafiori 85' |

| Arsenal                   | 2–2      | PSV Eindhoven                |
| ------------------------- | -------- | ---------------------------- |
| - Zinchenko 6' - Rice 37' | Chi tiết | - Perišić 18' - Driouech 70' |

Arsenal thắng với tổng tỷ số 9–3.
| Benfica | 0–1      | Barcelona      |
| ------- | -------- | -------------- |
|         | Chi tiết | - Raphinha 61' |

| Barcelona                       | 3–1      | Benfica        |
| ------------------------------- | -------- | -------------- |
| - Raphinha 11', 42' - Yamal 27' | Chi tiết | - Otamendi 13' |

Barcelona thắng với tổng tỷ số 4–1.
| Borussia Dortmund | 1–1      | Lille            |
| ----------------- | -------- | ---------------- |
| - Adeyemi 22'     | Chi tiết | - Haraldsson 68' |

| Lille      | 1–2      | Borussia Dortmund             |
| ---------- | -------- | ----------------------------- |
| - David 5' | Chi tiết | - Can 54' (ph.đ.) - Beier 65' |

Borussia Dortmund thắng với tổng tỷ số 3–2.
| Bayern Munich                        | 3–0      | Bayer Leverkusen |
| ------------------------------------ | -------- | ---------------- |
| - Kane 9', 75' (ph.đ.) - Musiala 54' | Chi tiết |                  |

| Bayer Leverkusen | 0–2      | Bayern Munich           |
| ---------------- | -------- | ----------------------- |
|                  | Chi tiết | - Kane 52' - Davies 71' |

Bayern Munich thắng với tổng tỷ số 5–0.
| Feyenoord | 0–2      | Inter Milan                    |
| --------- | -------- | ------------------------------ |
|           | Chi tiết | - Thuram 38' - L. Martínez 50' |

| Inter Milan                          | 2–1      | Feyenoord           |
| ------------------------------------ | -------- | ------------------- |
| - Thuram 8' - Çalhanoğlu 51' (ph.đ.) | Chi tiết | - Moder 42' (ph.đ.) |

Inter Milan thắng với tổng tỷ số 4–1.

## Tứ kết
Lễ bốc thăm cho thứ tự các lượt đấu tứ kết được tổ chức vào ngày 21 tháng 2 năm 2025, lúc 12:00 CET, sau khi bốc thăm vòng 16 đội.

### Tóm tắt
Các trận lượt đi được diễn ra vào ngày 8 và 9 tháng 4, các trận lượt về được diễn ra vào ngày 15 và 16 tháng 4 năm 2025.
| Đội 1               | TTSTooltip Aggregate score | Đội 2             | Lượt đi | Lượt về |
| ------------------- | -------------------------- | ----------------- | ------- | ------- |
| Paris Saint-Germain | 5–4                        | Aston Villa       | 3–1     | 2–3     |
| Arsenal             | 5–1                        | Real Madrid       | 3–0     | 2–1     |
| Barcelona           | 5–3                        | Borussia Dortmund | 4–0     | 1–3     |
| Bayern Munich       | 3–4                        | Inter Milan       | 1–2     | 2–2     |

### Các trận đấu
| Paris Saint-Germain                           | 3–1      | Aston Villa  |
| --------------------------------------------- | -------- | ------------ |
| - Doué 39' - Kvaratskhelia 49' - Mendes 90+2' | Chi tiết | - Rogers 35' |

| Aston Villa                              | 3–2      | Paris Saint-Germain       |
| ---------------------------------------- | -------- | ------------------------- |
| - Tielemans 34' - McGinn 55' - Konsa 57' | Chi tiết | - Hakimi 11' - Mendes 27' |

Paris Saint-Germain thắng với tổng tỷ số 5–4.
| Arsenal                      | 3–0      | Real Madrid |
| ---------------------------- | -------- | ----------- |
| - Rice 58', 70' - Merino 75' | Chi tiết |             |

| Real Madrid    | 1–2      | Arsenal                       |
| -------------- | -------- | ----------------------------- |
| - Vinícius 67' | Chi tiết | - Saka 65' - Martinelli 90+3' |

Arsenal thắng với tổng tỷ số 5–1.
| Barcelona                                         | 4–0      | Borussia Dortmund |
| ------------------------------------------------- | -------- | ----------------- |
| - Raphinha 25' - Lewandowski 48', 66' - Yamal 77' | Chi tiết |                   |

| Borussia Dortmund                | 3–1      | Barcelona               |
| -------------------------------- | -------- | ----------------------- |
| - Guirassy 11' (ph.đ.), 49', 76' | Chi tiết | - Bensebaini 54' (l.n.) |

Barcelona thắng với tổng tỷ số 5–3.
| Bayern Munich | 1–2      | Inter Milan                      |
| ------------- | -------- | -------------------------------- |
| - Müller 85'  | Chi tiết | - L. Martínez 38' - Frattesi 88' |

| Inter Milan                    | 2–2      | Bayern Munich         |
| ------------------------------ | -------- | --------------------- |
| - L. Martínez 58' - Pavard 61' | Chi tiết | - Kane 52' - Dier 76' |

Inter Milan thắng với tổng tỷ số 4–3.

## Bán kết
Lễ bốc thăm cho thứ tự các lượt đấu bán kết được tổ chức vào ngày 21 tháng 2 năm 2025, lúc 12:00 CET, sau khi bốc thăm vòng 16 đội và tứ kết.

### Tóm tắt
Các trận lượt đi được diễn ra vào ngày 29 và 30 tháng 4, các trận lượt về được diễn ra vào ngày 6 và 7 tháng 5 năm 2025.
| Đội 1     | TTSTooltip Aggregate score | Đội 2               | Lượt đi | Lượt về      |
| --------- | -------------------------- | ------------------- | ------- | ------------ |
| Arsenal   | 1–3                        | Paris Saint-Germain | 0–1     | 1–2          |
| Barcelona | 6–7                        | Inter Milan         | 3–3     | 3–4 (s.h.p.) |

### Các trận đấu
| Arsenal | 0–1      | Paris Saint-Germain |
| ------- | -------- | ------------------- |
|         | Chi tiết | Dembélé 4'          |

| Paris Saint-Germain       | 2–1      | Arsenal    |
| ------------------------- | -------- | ---------- |
| - Fabián 27' - Hakimi 72' | Chi tiết | - Saka 76' |

Paris Saint-Germain thắng với tổng tỷ số 3–1.
| Barcelona                                    | 3–3      | Inter Milan                     |
| -------------------------------------------- | -------- | ------------------------------- |
| - Yamal 24' - Torres 38' - Sommer 65' (l.n.) | Chi tiết | - Thuram 1' - Dumfries 21', 64' |

| Inter Milan                                                                | 4–3 (s.h.p.) | Barcelona                              |
| -------------------------------------------------------------------------- | ------------ | -------------------------------------- |
| - L. Martínez 21' - Çalhanoğlu 45+1' (ph.đ.) - Acerbi 90+3' - Frattesi 99' | Chi tiết     | - García 54' - Olmo 60' - Raphinha 87' |

Inter Milan thắng với tổng tỷ số 7–6.

## Chung kết
Trận chung kết được diễn ra vào ngày 31 tháng 5 năm 2025 tại Sân vận động Allianz ở Munich. Đội thắng bán kết 1 được chỉ định là đội "chủ nhà" vì mục đích hành chính.
| Paris Saint-Germain                                           | 5–0      | Inter Milan |
| ------------------------------------------------------------- | -------- | ----------- |
| - Hakimi 12' - Doué 20', 63' - Kvaratskhelia 73' - Mayulu 86' | Chi tiết |             |